# Donald Trump
Donald John Trump (engelskt uttal: [ˈdɒnəld d͡ʒɒn tɹʌmp] ( lyssna)), född 14 juni 1946 i Queens i New York, är en amerikansk republikansk politiker. Han är USA:s 47:e och nuvarande president och var tidigare USA:s 45:e president åren 2017–2021. Det gör honom till den andre presidenten genom USA:s historia, tillsammans med Grover Cleveland, som valts till två icke sammanhängande mandatperioder.
Donald Trump är också verksam som affärsman, företagsledare och, tidigare, som tv-personlighet. År 2016, ställde han upp, och blev vald, som republikanernas kandidat inför presidentvalet 2016. I presidentvalet segrade han över demokraternas kandidat Hillary Clinton. Hans slagord under valkampanjen var "Make America Great Again", vilket förkortas "MAGA". Segern blev historisk då han var den första presidenten som vid sitt tillträde varken hade politisk eller militär bakgrund.
Trump är född och uppvuxen i Queens i New York. Han avlade 1968 en kandidatexamen i nationalekonomi med inriktning finans på Wharton School vid University of Pennsylvania. Före presidentskapet var han styrelseordförande och vd för Trump Organization åren 1971–2017. Under hans ledning expanderade företaget och utvecklades från att ha fokuserat på mindre hyresbostäder till att bli ett multinationellt konglomerat med verksamhet i flera olika länder och inom branscher för bland annat fastigheter, hotell, kasinon, finansiella tjänster och golfanläggningar. Han mötte ekonomiska motgångar under lågkonjunkturen under tidigt 1990-tal, då han under en period hade en negativ nettoförmögenhet efter misslyckanden med sina kasinon i Atlantic City. Han arbetade därefter bit för bit upp sin förmögenhet. I Forbes lista över världens rikaste personer 2018 placerades Trump på 766:e plats i världen och 260:e plats i USA med en uppskattad förmögenhet på 3,1 miljarder dollar (motsvarande 30 miljarder kronor). Hans år som affärsman har emellertid också utmärkts av konkurser, och han har ansökt om konkurs vid sex tillfällen. Sedan presidentkampanjen 2016 har hans förmögenhet minskat med cirka 1,5 miljarder dollar. Trump var före presidentskapet även känd som tv-person sedan han varit verkställande producent för NBC:s The Apprentice åren 2004–2015. Han började framträda som politisk debattör under 1980-talet. Han kandiderade i presidentvalet 2000 för Reform Party, men drog tillbaka kandidaturen under partiets primärval.
Trumps politik har betecknats som isolationistisk och nationalistisk, karaktäriserad av slagordet "America First". Under tiden som USA:s president har Trump genomfört ungefär en fjärdedel av sina vallöften. Inrikespolitiskt har han har bland annat: utsett tre konservativa nya domare i USA:s högsta domstol, infört restriktioner i immigrationspolitiken; genomfört en stor skattereform med skattelättnader för hushåll och företag; utlyst drogberoendet av opioider som en nationell hälsokris; fortsatt byggandet av en mur längst gränsen mot Mexiko; samt genomfört en fängelsereform som fått brett stöd över partigränserna. Utrikespolitiskt har han bland annat: beordrat robotattacker mot mål i Syrien som svar på al-Assads påstådda användning av kemiska vapen i inbördeskriget; förklarat ISIS besegrade i Syrien; lämnat avtalet om kärnkraft med Iran; erkänt Jerusalem som Israels huvudstad och flyttat den amerikanska ambassaden dit; haft en hård retorik mot Kina för vad han menar varit orättvisa handelsvillkor, samt mot Nordkoreas högste ledare Kim Jong-un för deras kärnvapenprogram, vilket ledde till att de träffades vid ett toppmöte i Singapore; omförhandlat NAFTA-avtalet; samt slutit det nya frihandelsavtalet USMCA med Mexiko och Kanada.
Trump fick också massiv kritik som president. I samband med hans installation 2017 ägde en internationell protest rum, hans presidentorder för en restriktiv immigrationspolitik har mötts med politiskt motstånd, liksom hans stöd för NRA och andra tillägget i konstitutionen. Erkännandet av Jerusalem som Israels huvudstad har lett till diplomatiska fördömanden, hans hårda retorik mot Nordkorea och Kina har kritiserats och att USA lämnade Parisavtalet och Världshälsoorganisationen (WHO) på Trumps begäran har fått kritik. Förmodade kopplingar till Ryssland under presidentkampanjen 2016 utreddes i närmare två år utan att bevis mot honom hittades.
Trump är den första presidenten som ställts inför riksrätt två gånger. I den första riksrätten var anklagelserna maktmissbruk samt hindrande av kongressen. I den andra riksrätten var anklagelsen anstiftan till uppror, efter stormningen av Kapitolium den 6 januari 2021. Efter sin presidenttid har Trump åtalats flera gånger. I maj 2024 blev han den första expresidenten att dömas för brott, när en jury i New York fann honom skyldig till bokföringsbrott. Forskare och historiker rankar Trump som en av de sämsta presidenterna i amerikansk historia.
Efter presidentskapet 2017–2021 har Trump fortsatt haft en stark ställning inom republikanerna. Den 15 november 2022 tillkännagav han sin kandidatur i presidentvalet 2024. Den 15 juli 2024 valdes han formellt till republikanernas kandidat med J.D. Vance som running mate.
Trump utsattes den 13 juli 2024 för ett mordförsök vid ett kampanjevent i Butler i Pennsylvania. Den 5 november 2024 valdes han åter som president efter att ha besegrat Demokraternas kandidat Kamala Harris.

## Biografi

### Ursprung och föräldrar
Donald Trumps farföräldrar föddes i Kallstadt i Tyskland. Farfadern Friedrich hade förenklat släktnamnet Drumpf till Trump, emigrerade till USA utan att kunna engelska och bodde hos sin syster som redan hade gift sig där. Under tiden som han hade ett antal ströjobb i New York och Klondike lärde han sig engelska och sparade ihop pengar. Därefter åkte han 1902 tillbaka till barndomsstaden där han gifte sig med grannen Elisabeth, och återvände sedan till USA. Donald Trumps far, Fred Trump, föddes 1905. Trumps farbror John G. Trump (1907–1985) var professor i maskinteknik vid Massachusetts Institute of Technology. Perioden omkring andra världskriget brukade Trumps far Fred hävda att han hade sitt ursprung i Karlstad i Sverige istället för Tyskland. Donald Trump höll länge fast vid detta påstående, eftersom han fruktade att judiska affärsidkare skulle ta illa vid sig, om det kom fram att han hade tyskt ursprung.
Donald Trumps mor och morföräldrar föddes i Tong på Lewis i Skottland. Hans mor Mary Anne MacLeod, född 1912, emigrerade därifrån till New York 1930 tillsammans med sin äldre syster. Första tiden i New York arbetade hon som hembiträde. Hon gifte sig med Fred Trump i januari 1936 i Madison Avenue Presbyterian Church i New York.

### Barndom
Donald Trump föddes på Jamaica Hospital i området Jamaica i Queens i New York. Han är det fjärde barnet till Fred Trump (1905–1999) och Mary Anne Trump (född MacLeod; 1912–2000). Han är bror till Maryanne (1937–2023), Fred Jr (1938–1981), Elizabeth (1942–) och Robert (1948–2020). Han är döpt efter sin mors morfar Donald Smith. Fram till Donald Trump var fyra år bodde familjen i ett litet hus på adressen 85 – 15 Wareham Place i Jamaica, därefter i ett större hus på 85-14 Midland Parkway i samma område. Eftersom hans far Fred Trump lyckades bygga upp en stor förmögenhet fick Donald Trump och hans syskon en bra start i livet och växte upp i ekonomisk trygghet. Han anses ha tagit efter faderns tävlingsinstinkt och inspirerades bland annat av hans sätt att försöka återanvända material i de byggnader han lät uppföra.
Trump fick en religiös uppväxt och gick i söndagsskola. Han har sedan barndomen bekänt sig till den kristna inriktningen presbyterianism och var under sin uppväxt en regelbunden besökare av First Presbyterian Church i hemområdet Jamaica i Queens. Det var även i den kyrkan som Trump konfirmerades.

### Tidig utbildning

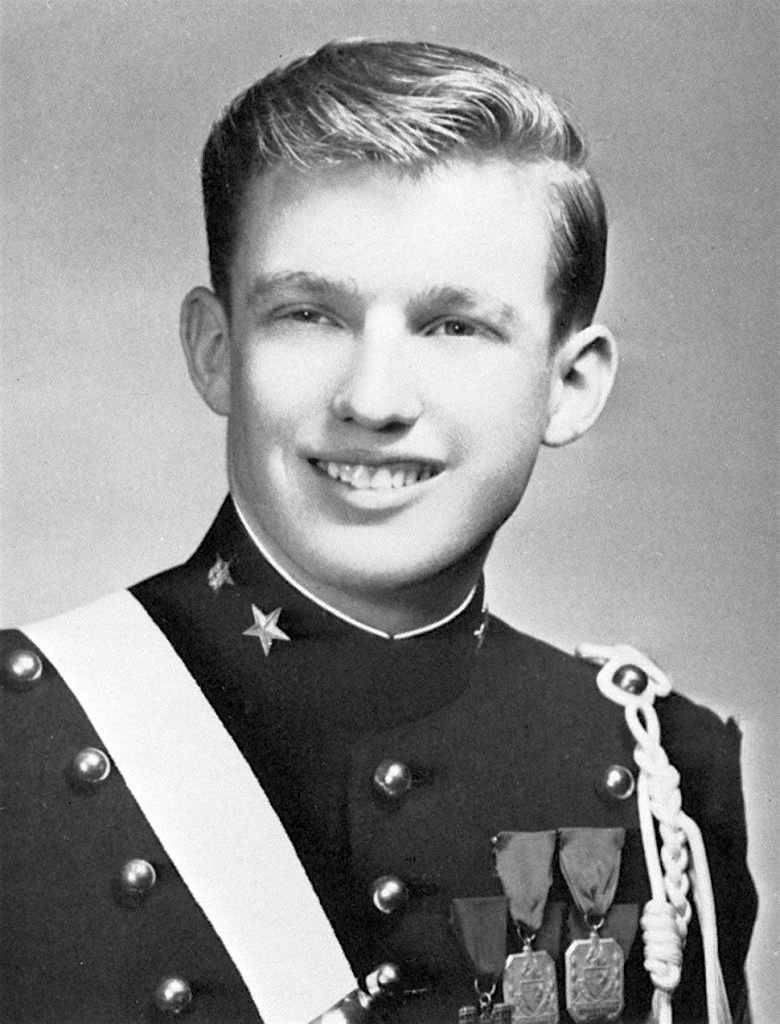
Donald Trump, våren 1964.

Under grundskolan studerade Trump vid privatskolan The Kew-Forest School i Forest Hills i Queens. Han var en av klassens "busungar" och fick kvarsittning så ofta att denna bestraffningsmetod gick under smeknamnet "DTs" (en förkortning av "Donny Trump") bland klasskamraterna. Trump ska ha haft ett rykte om sig att stå upp för sina åsikter och "säga vad som än flög i honom". Trump var mycket intresserad av baseboll under sin uppväxt och säger sig ha velat satsa på en karriär som professionell basebollspelare, om det inte hade varit så dåligt betalt på den tiden. År 1958 skrev den 12-åriga Trump en dikt tillägnad basebollsporten, publicerad i skolans årsbok. Trump drömde också om att utbilda sig till filmregissör vid University of Southern California för en karriär i Hollywood, men avråddes senare av en bekant i branschen som ansåg att fastighetsbranschen borde vara ett mer naturligt val utifrån familjebakgrunden.
Som ung var Trump energisk och självsäker, vilket oroade föräldrarna. Hösten 1959 valde därför föräldrarna att skicka Trump, då 13 år gammal, till den privata internatskolan New York Military Academy i Cornwall i New York, som är en skola med fokus på fysisk och mental disciplin och att förbereda eleverna för en militär karriär. Tjänstgöring i militären under till exempel Vietnamkriget blev dock aldrig aktuellt för Trump av medicinska skäl, enligt Trump själv hälsporre. År 1964 gick Trump ut New York Military Academy med goda betyg (bland annat högsta betyg i ordning och uppförande) samt framröstad som "kvinnokarl" i skolans årsbok.

### Universitetsstudier
I augusti 1964 började Trump studera nationalekonomi vid Fordham University i Bronx. I augusti 1966 bytte Trump lärosäte och fortsatte sina studier vid Wharton School, som tillhör Ivy League-universitetet University of Pennsylvania i Philadelphia i Pennsylvania. I den tillfälliga hemorten Philadelphia köpte Trump under studietiden upp små fastigheter, renoverade dem och sålde dem vidare. Istället för att delta i studentlivet brukade han under helgerna ta bussen hem till New York för att arbeta och hjälpa sin far, vilket flera klasskamrater vittnat om. Den 20 maj 1968 avlade han kandidatexamen (B.Sc.) i nationalekonomi med inriktning finans (närmast motsvarande en svensk civilekonomexamen) vid Wharton School.
En händelse under Trumps studieperiod som han, i en intervju med The New York Times 1980, menar särskilt formade honom var då han i november 1964 var med sin far vid invigningen av Verrazano-Narrows Bridge i New York. Trump ska ha irriterats över att mannen som faktiskt gjort bron möjlig (ingenjören Othmar Ammann) stod ensam i ett hörn utan att någon nämnde honom vid namn och "alla politiker som tidigare motsatt sig bron nu blev applåderade". Han har sagt att "där och då insåg jag att om du låter människor behandla dig som de vill så kommer du framstå som en nolla. Jag insåg där och då någonting som jag aldrig skulle glömma: Jag vill inte gå i någons ledband". Detta har tolkats som en faktor som lade grunden för Trumps förkärlek att sätta sitt eget namn på allt han äger.

## Affärskarriär

### Trump Organization
Donald Trumps äldre bror Fred Jr ville inte följa i fadern Fred Trumps fotspår, vilket gjorde att uppdraget att ta hand om familjeföretaget föll på Donald. Han fick sin första praktiska skolning i affärer redan under studietiden, då han parallellt med studierna på Wharton School arbetade i familjeföretaget Elizabeth Trump & Son. Företaget var då ett fastighetsbolag som erbjöd enklare hyresbostäder för medelinkomsttagare i områdena Brooklyn, Queens och Staten Island i New York. Två och ett halvt år efter avslutade akademiska studier, tog den då 25-årige Trump under 1971 över familjeföretaget helt och döpte då också om det till dess nuvarande namn Trump Organization. I samband med detta flyttade han till Manhattan. Vid övertagandet fick han ett lån på drygt en miljon dollar av sin far. Han beslutade att byta affärsinriktning och började satsa på hotellbranschen och fastighetsmarknaden på Manhattan istället för enklare hyresbostäder. På det sättet skulle han slippa att jämföras och konkurrera med sin far.
Under Trumps ledning lyckades företaget expandera internationellt sett och utvecklades till ett multinationellt konglomerat. Detta allteftersom Trump valde att ge sig in i fler branscher och på fler marknader än enbart den lokala marknaden för hyresbostäder som företaget tidigare haft verksamhet inom (bland annat tillfördes verksamheter inom hotell, kasino, golfbanor, vineri, mode, finansiella tjänster och utbildning). Till bolagets fastighetsbestånd hör idag bland annat Trump Tower, Trump Tower New York, Trump Tower Chicago, Trump Tower Las Vegas, Trump Tower Vancouver, Trump Doonbeg, Trump Turnberry, Old Post Office Pavilion, The Trump Building och Trump World Tower. Byggnaderna som tillhör hyreslägenhetskomplexet Trump Village i Brooklyn (byggt 1963–1964) är de enda Trump-byggnaderna som inte är tillkomna under Donald Trumps ledning och döpta efter honom, utan efter fadern. Utöver USA hade Trump Organization 2016 affärsintressen i ytterligare 25 länder världen över, bland annat Storbritannien, Irland, Israel, Egypten, Förenade arabemiraten, Qatar, Kanada, Kina, Indien, Indonesien, Brasilien och Mexiko.
Trump lämnade Trump Organization formellt den 11 januari 2017, nio dagar före sin installation som USA:s president. Han höll en presskonferens i Trump Tower samma dag. Hans söner Donald Jr. och Eric Trump tog över ledningen av konglomeratet. I en tillbakablick över Trumps affärskarriär, publicerad 2016 i The New York Times av affärsjournalisten Ana Swanson, konstateras att Trump som affärsman bör ses som "en blandning av skryt, motgångar och verklig framgång".

#### Etablering på Manhattan

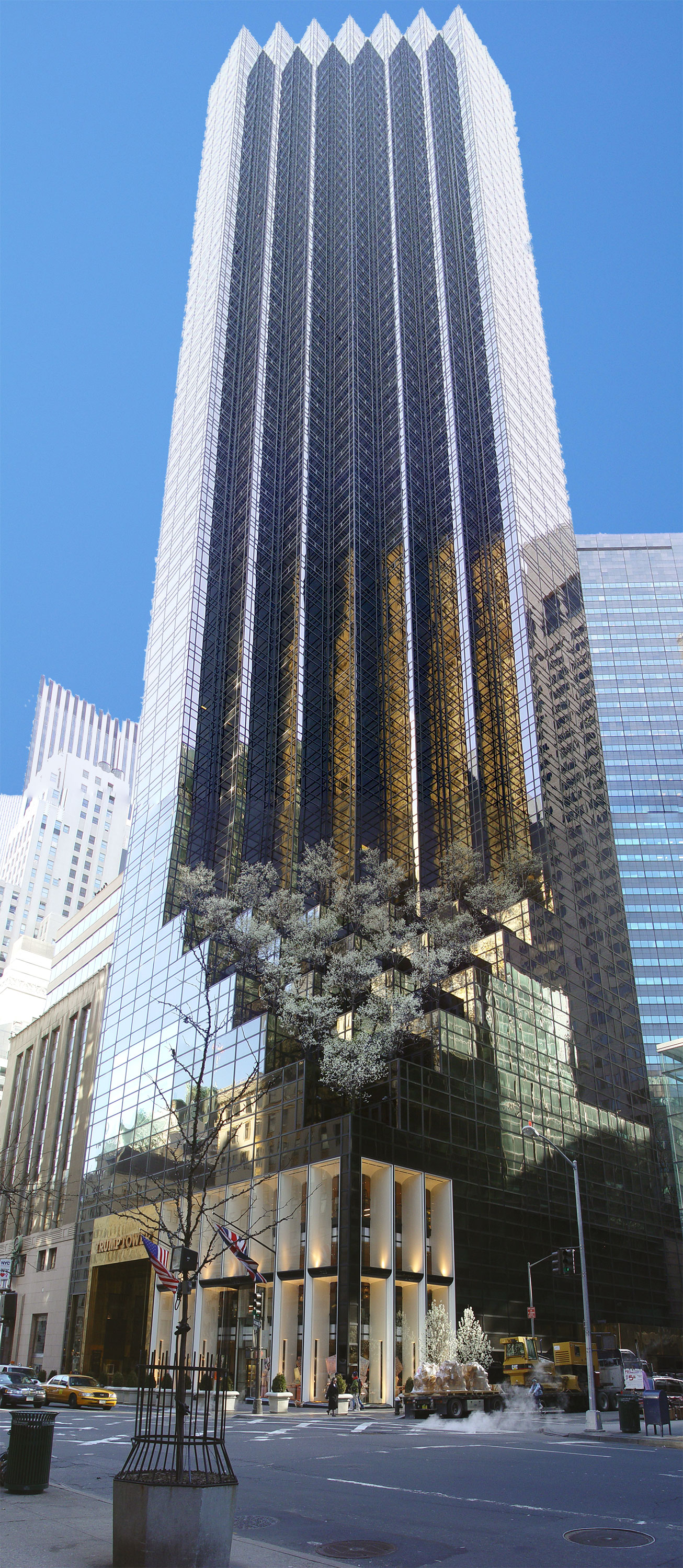
Trump Tower på 725 Fifth Avenue (bredvid Tiffany & Co.) i Midtown Manhattan.

Trumps första stora hotellprojekt på Manhattan var 1978 års modernisering och ombyggnation av The Commodore Hotel (senare omdöpt till Grand Hyatt Hotel), som ligger i närheten av Grand Central Terminal. Hotellet hotades av konkurs när han tog över det. Han lyckades övertala hotellkedjan Hyatt att bli partner med Trump Organization för att genomföra projektet. Trump lyckades även förhandla fram flera års skattelättnader för projektet, efter förhandlingar med politiker i New York, vilket möjliggjorde projektet. Detta var första gången någonsin som en kommersiell fastighetsutvecklare beviljats denna typ av skattelättnader i New York. Kostnaden för projektet landade till slut på 70 miljoner dollar, vilket var under budget. År 1996 sålde Trump sin andel (50 procent) av hotellet för 142 miljoner dollar.
Efter en längre tids förhandlingar, erhöll Trump 1978 tillstånd att bygga Trump Tower längs exklusiva Fifth Avenue på Manhattan. I detta fall lyckades han inte erhålla skattelättnader, men hyllades i The New York Times för sina förmågor som förhandlare och hur han lyckades förvärva rättigheterna till den eftertraktade platsen. Året därpå påbörjades bygget, och i november 1983 öppnade Trump Tower. Sedan skyskrapan stod färdig 1983 är Trump Organizations huvudkontor beläget där. Trump själv bodde även där fram till sin installation som USA:s president i januari 2017.
Trump utsågs till "Årets Entreprenör" av Wharton School 1984. Detta var första gången som priset utdelades. Samtidigt utsågs han även av Wharton Entrepreneur Center och Fortune 500 som en av landets främsta entreprenörer.
I augusti 1986 tog Trump över en omstridd renovering av skridskobanan Wollman Rink i Central Park. Stadsförvaltningen i New York hade använt 21 miljoner dollar under sju år utan att få renoveringen färdig. Trump slutförde renoveringen på tre månader till en kostnad av 1,2 miljoner dollar, vilket var 750 000 dollar under budget. Under det första året skänkte Trump samtliga intäkter från Wollman Rink till välgörenhet.
Trump tilldelades den civila utmärkelsen Ellis Island Medal of Honor 1986, det första året som utmärkelsen delades ut. Han mottog priset vid en ceremoni den 27 oktober 1986 på Ellis Island, samtidigt som bland andra Rosa Parks, Jackie Kennedy och Muhammad Ali.

#### Senare fastighetsprojekt
År 1988 var Trump god för 1 miljard dollar enligt Forbes, vilket var fyra gånger den förmögenhet han hade när han tog över Trump Organization. Samma år köpte Trump det kulturminnesmärkta lyxhotellet Plaza Hotel för 390 miljoner dollar. Han kommenterade köpet i ett öppet brev i The New York Times, och förklarade att han ser byggnaden som ett mästerverk, sin Mona Lisa och att köpet gjordes av estetiska snarare än ekonomiska skäl. Trumps dåvarande fru Ivana Trump fick ansvar för hotellet och projektet med dess renovering. Under Trumps ägarskap användes hotellet i filmen Ensam hemma 2 – vilse i New York. Trump spelade även en liten roll som sig själv i denna film. I slutet av 1992 ansökte hotellet om rekonstruktion efter att ha varit finansiellt pressat under rådande lågkonjunktur, liksom hela Trump Organization varit sedan misslyckanden med kasinon i Atlantic City. Trump förhandlade med långivare och lyckades vända trenden, men fick ge upp bland annat Plaza Hotel som fick nya ägare.
Efter ekonomiska motgångar under början av 1990-talet vände trenden. År 1994 lanserade Trump projektet med Trump International Hotel and Tower vid Columbus Circle i New York, som han omvandlade från en kontorsbyggnad till ett lyxhotell. Samma år blev Trump även 50-procentig ägare av Empire State Building på Manhattan. Efter flera försök att få köpa hela byggnaden, valde Trump att sälja sin andel 2002. År 1998 förvärvade Trump berömda General Motors Building på Manhattan för 900 miljoner dollar. Fem år senare, 2003, sålde han fastigheten för 1,4 miljarder dollar i vad som är den genom tiderna största försäljningen av en kontorsbyggnad i Nordamerika. Trump förvärvade även kontorsbyggnader som 40 Wall Street, 1290 Avenue of the Americas och 555 California Street, som hyrs ut till olika företag.
Åren 1999–2001 utvecklade Trump bostadsbyggnaden Trump World Tower i New York. Detta var fram till 2003 världens högsta bostadsbyggnad, numera den tredje högsta. Trump har även förvärvat exklusiva bostadsbyggnader som hyrs ut i bland annat Miami, Waikiki, Jersey City, Seoul, Istanbul, Bombay, Vancouver och flera i New York.
Efter 11 september-attackerna, då World Trade Centers tvillingtorn kollapsade, planerade Trump att sponsra ett bygge av Twin Towers 2 för att återskapa New Yorks ikoniska stadssiluett. Han presenterade sitt projekt och byggnadsförslag tillsammans med ingenjören Ken Gardner och arkitekten Herbert Belton vid en presskonferens i Trump Tower den 18 maj 2005. Projektet avvisades dock, och så småningom påbörjades istället One World Trade Center.
År 2002 påbörjade Trump projektet med bygget av Trump International Hotel Las Vegas, som ligger alldeles intill Las Vegas Strip. Hotellet stod färdigt i mars 2007. Trump har en privat takvåning på 61:e våningen.
År 2009 stod Trump International Hotel and Tower intill Chicagofloden färdigt. Skyskrapan är Chicagos näst högsta och världens 16:e högsta byggnad. När Trump lanserade projektet 2001 var tanken att bygga världens högsta byggnad, men denna plan reviderades till följd av 11 september-attackerna. Samtidigt blev byggnaden en av världens högsta, och den högsta som byggts i USA sedan 1970-talet. I Chicago Tribune 2011 beskrevs därför byggnaden som en symbol för post-9/11 och hur attackerna inte påverkat amerikansk arkitektur och byggandet av stora skyskrapor.
Efter en längre tids förhandlingar, förvärvade Trump 2013 rättigheterna till den historiska byggnaden Old Post Office Pavilion längs Pennsylvania Avenue i Washington, D.C. Renoveringar genomfördes, och 2016 öppnades ett Trump-lyxhotell där.

#### Kasinobranschen
År 1977 erhöll Trump licens för att bedriva kasinoverksamhet. Under tidigt 1980-tal började han förvärva fastigheter längst Atlantic City Boardwalk i New Jersey. Han planerade därefter att påbörja bygget av ett eget kasino. Planerna sköts emellertid upp efter att Mike Rose, vd för Holiday Inn, erbjöd honom att vara projektledare för bygget av Holiday Inn Casino-Hotel vilket han tackade ja till. Detta kasinohotell stod sedan färdigt i maj 1984. Två år senare köptes det av Trump själv, som då ändrade dess namn till Trump Plaza Hotel and Casino. Det stängde i september 2014 under andra ägare.
Redan ett år tidigare, 1985, hade Trump dock öppnat Trump's Castle, ett kasinohotell med tillhörande småbåtshamn. Efter ekonomiska problem, rekonstruktion enligt Chapter 11 och efterföljande omorganisering bytte Trump's Castle namn till Trump Marina i juni 1997. År 2011 såldes Trump Marina till Landry's Inc. för 38 miljoner dollar.
Trump fick ytterligare ekonomiska intressen i kasinobranschen efter att han i juli 1987 förvärvade 93 procent av aktierna i Resorts International. Efter övertagandet av detta bolag var han med och slutförde det påbörjade byggprojektet av Resorts Taj Mahal i Atlantic City, vilket döptes om till Trump Taj Mahal. Detta kasinohotell öppnade den 2 april 1990. Efter ekonomiska motgångar i samband med lågkonjunkturen under tidigt 1990-tal, ansöktes om rekonstruktion redan den 5 oktober 1991. Verksamheten omorganiserades in i ett av Trumps andra bolag, Trump Hotels & Casino Resorts. Förhandlingarna med nya investerare skedde tillsammans med Wilbur Ross och Carl Icahn. De ekonomiska problemen fortsatte även efter omorganiseringen, och efter ännu ett rekonstruktionsförfarande lämnade Trump bolaget.

#### Golfanläggningar
Trump Organization har under Trumps ledning byggt, renoverat, ägt och drivit ett 20-tal golfbanor med tillhörande fastigheter i fyra länder (USA, Irland, Storbritannien och Förenade arabemiraten). Under 2015 gav Trumps golfverksamhet en avkastning på 382 miljoner dollar.
Trump började investera i golfanläggningar under slutet av 1990-talet. I december 1996 förvärvade han sin första golfbana, belägen i Ossining i New York. Han döpte om banan till Trump National Golf Club Westchester och påbörjade 1999 en renovering. Projektet drog dock ut på tiden på grund av oegentligheter med Westchester County, varför anläggningen öppnade igen först i april 2002. Sedan maj 2003 har USA:s tidigare president Bill Clinton varit medlem av denna golfklubb. Hösten 1999 öppnade Trump den första golfanläggningen som han hade varit med och byggt från start, Trump International Golf Course i West Palm Beach i Florida.
Han har därefter öppnat flera golfanläggningar i flera olika länder, bland annat Trump Turnberry i Skottland, Trump Doonbeg i Irland och två anläggningar i Dubai. År 2006 öppnade han anläggningen Trump National Golf Club i Rancho Palos Verdes i Kalifornien, som kostade 264 miljoner dollar att bygga och därmed är världens dyraste golfbana. Denna golfbana som skulle ha arrangerat PGA Grand Slam of Golf 2015, men PGA valde att bojkotta banan efter kontroversiella uttalanden om illegal immigration från Trump under presidentkampanjen 2016.

#### Andra verksamheter
Trump har gjort affärer inom olika delar av den amerikanska sportbranschen. Under 1980-talet ägde han den amerikanska fotbollsklubben New Jersey Generals som spelade i ligan USFL. Under slutet av 1980-talet arrangerade han boxningsmatcher i Atlantic City. Särskilt uppmärksammat var tungviktsmötet mellan Mike Tyson och Michael Spinks den 27 juni 1988 i Boardwalk Hall. Han har även varit finansiell rådgivare åt Tyson. Han har investerat i fribrottning och arrangerat galan Wrestlemania två gånger (1988, 1989) i Trump Plaza i Atlantic City. År 2013 blev Trump invald i WWE Hall of Fame för all den reklam hans engagemang gett sporten.
Trump har haft ekonomiska intressen i mode- och skönhetsbranschen. Åren 1996–2015 ägde han skönhetstävlingarna Miss Universum, Miss USA och Miss Teen USA. År 1999 grundade han modellagenturen Trump Model Management, där kända namn som Paris Hilton, Tricia Helfer, Isabella Rossellini och Trumps hustru Melania Trump arbetat.
Trump har bedrivit utbildningsverksamhet. Den 23 maj 2005 grundade han affärsskolan Trump University i New York, som erbjöd utbildningar till bland annat fastighetsmäklare och fastighetsförvaltare. Skolan lades ner 2010. Under presidentkampanjen 2016 anklagade flera tidigare studenter Trump för att utbildningen ska ha varit bristfällig, varför en rättegång planerades att starta mot Trump University i november 2016 efter beslut från stadsåklagaren och demokraten Eric Schneiderman. Efter valsegern gick Trump med på förlikning i fallet och betalade 25 miljoner dollar i ersättning.
I april 2011 köpte Trump vineriet Kluge Estate Winery and Vineyard i Charlottesville i Virginia för 6,2 miljoner dollar. Efter renoveringar öppnade vineriet den 11 oktober 2011 under namnet Trump Winery. Trump, som är helnykterist sedan sin brors död och inte dricker vin, lät sonen Eric Trump stå som ägare och driva vineriet.

### Förmögenhet
I Forbes lista över världens rikaste personer i maj 2018 placerades Trump på 766:e plats i världen och 260:e plats i USA med en förmögenhet på 3,1 miljarder dollar (motsvarande 28 miljarder kronor). Han kom med på listan för första gången 1982, då med en förmögenhet på 100 miljoner dollar. Under tidigt 1990-tal hade han under en tid en negativ nettoförmögenhet efter flera motgångar under rådande lågkonjunktur, men arbetade därefter successivt upp sin förmögenhet till nya personliga toppnoteringar. I mars 2005 rankades han av Forbes som den 228:e rikaste personen i världen.
Trumps förmögenhet har påverkats negativt av presidentkampanjen 2016 och senare även av presidentskapet. Efter att ha gjort kontroversiella uttalanden om illegala immigranter under 2015 förlorade han exempelvis sina kontrakt med tv-bolagen NBC och Univision, vilket medförde finansiella förluster på omkring 125 miljoner dollar. Värdet av Trumps varumärke har även sjunkit sedan en del konsumenter valt att bojkotta produkter och tjänster från Trumps företag. Åren 2016–2017 föll Trump totalt 220 placeringar på Forbes lista över världens rikaste personer då hans förmögenhet minskade med 1 miljard dollar. På listan i mars 2017 låg han på 544:e plats i världen och 201:a plats i USA med en förmögenhet på 3,5 miljarder dollar. Åren 2017–2018 föll han ytterligare 222 placeringar på listan till 766:e plats i världen och 260:e plats i USA med en förmögenhet på 3,1 miljarder dollar. Eftersom Trump inte har presenterat sin inkomstdeklaration (den förste presidenten sedan Jimmy Carter att underlåta att göra det) har det dock varit svårt att avgöra hans verkliga förmögenhet. Trump har inte helt divesterat sina bolag under presidenttiden, utan överlåtit konglomeratet Trump Organization till sina söner Donald Jr. och Eric, varpå det har spekulerats i huruvida han tjänar pengar på affärer som USA gör med främmande länder.
Trump är den rikaste presidenten i USA:s historia, närmast före George Washington. Hans förmögenhet gjorde honom mindre beroende av kampanjdonationer till sin presidentkampanj 2016. Den konservative Tucker Carlson har till exempel beskrivit president Trump som unik i modern tid i att inte vara "skyldig" lobbyvärlden något vid sitt tillträde.

### Välgörenhet
I samband med att Trump gav ut sin självbiografi och bästsäljare The Art of the Deal 1987 grundade han 1988 välgörenhetsstiftelsen Donald J. Trump Foundation. Stiftelsen har skänkt pengar till bland annat Leukemia & Lymphoma Society, NewYork–Presbyterian Hospital, Dana–Farber Cancer Institute och Citizens United Foundation. Under 2010 skänkte stiftelsen pengar till Generation Rescue, som forskar om kopplingen mellan autism och vaccin. I december 2016 meddelade Trump att han avsåg att avveckla stiftelsen då han inte ville hamna i intressekonflikt. Vid tiden var stiftelsen under utredning av delstaten New Yorks åklagarmyndighet. Myndigheten menade att det inte gick att lägga ned stiftelsen medan den var föremål för utredning.
I december 2018, gick stiftelsen med på att helt sluta med sin verksamhet och att göra sig av med alla sina tillgångar. Allmänna åklagaren Barbara Underwood, som ledde utredningen och åtalet, uttalade att utredningen hade påvisat ett chockerande mönster av olaglighet ("a shocking pattern of illegality"). Några månader senare beordrade en statsåklagare i staten New York Trump att betala 2 miljoner dollar till en grupp av välgörenhetsorganisationer som en slags böter för att han hade brutit mot sin plikt leda den stiftelse som bar hans namn.
I samband med orkanen Harvey i delstaten Texas i slutet av augusti 2017 skänkte Trump 1 miljon dollar för att hjälpa katastrofens offer. Summan gick bland annat till Röda Korset och Frälsningsarmén.
Trump valde att inte ta ut någon presidentlön under sin ämbetstid som USA:s president. Han är den tredje amerikanska presidenten som har valt att tacka nej till presidentlönen (tidigare även Herbert Hoover och John F. Kennedy). Istället har han valt att summan om 400 000 dollar om året som skulle ha gått till hans presidentlön doneras till olika välgörande ändamål. Summan för det första kvartalet 2018 gick exempelvis till USA:s veterandepartement för att hjälpa krigsveteraner och summan för det tredje kvartalet 2018 till forskning om alkoholmissbruk.

## Presidentkampanjer

### Tidig politisk karriär

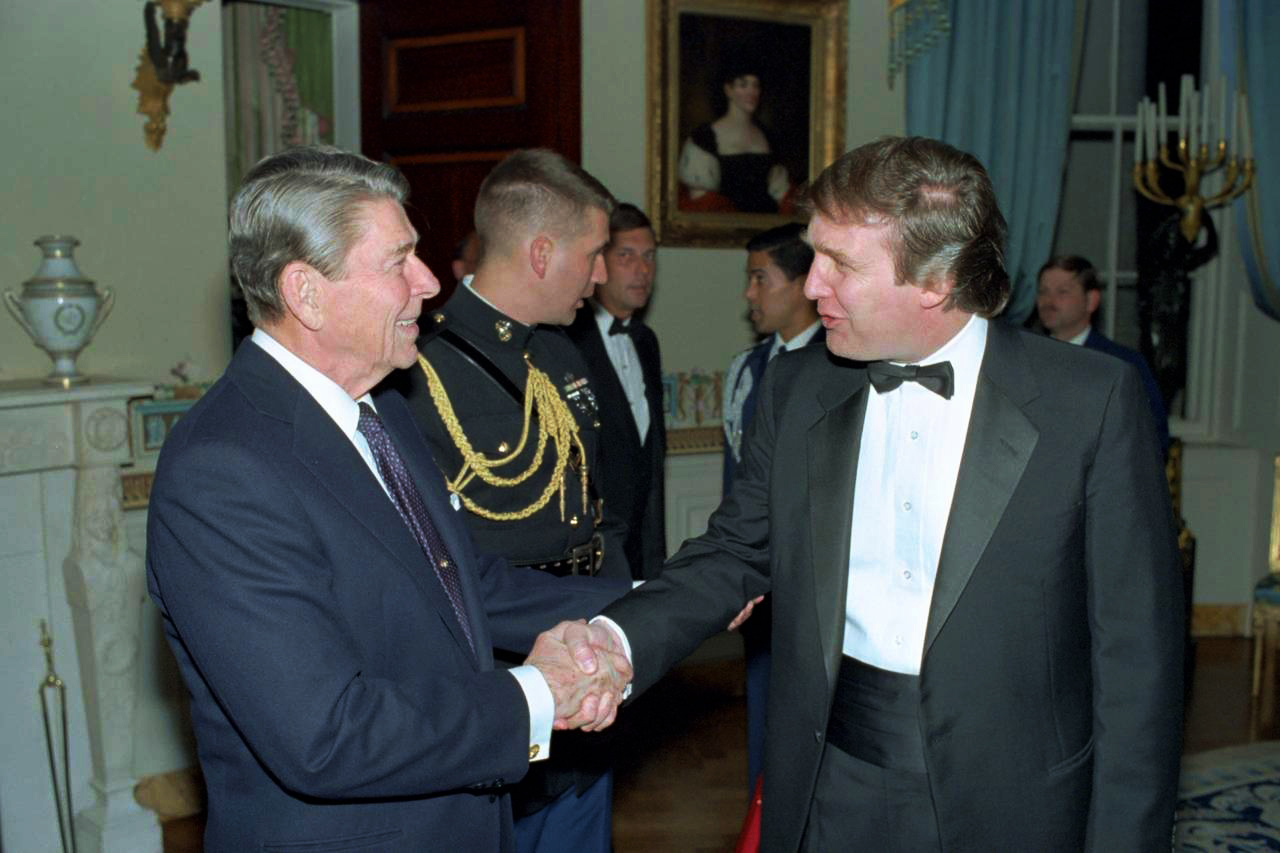
Trump möter USA:s 40:e president Ronald Reagan i Vita huset, 1987.

Donald Trump började bli politiskt aktiv under slutet av 1980-talet. Trump har beskrivit Ronald Reagan som sin favoritpresident under sin egen livstid. Han har hyllat Reagans politiska gärningar, bortsett från Reagans syn på internationell handel med regionala frihandelsavtal såsom NAFTA där Trump istället förespråkar bilaterala frihandelsavtal med enskilda länder eftersom han anser att ett sådant förfarande vore mer fördelaktigt för USA. Trump blev inbjuden av det republikanska partiet för att hålla tal vid en konferens 1987 då Reagan var president. Samma år startade republikanen Mike Dunbar en "Draft Trump"-kampanj för att försöka få Trump att ställa upp i presidentvalet 1988 som Reagans efterträdare. I september 1987 publicerade Trump ett öppet brev på annonsplats i The New York Times där han kritiserade delar av USA:s utrikespolitik. Trump krävde i brevet att Japan och Saudiarabien skulle tvingas betala för USA:s försvar av Persiska viken. I samband med presidentvalet 1988 diskuterades Trump även som en potentiell vicepresidentkandidat till George H.W. Bush. I december 1988 rankades Trump som den tionde mest beundrade personen i USA, enligt Gallups årliga opinionsundersökning. Trump prydde omslaget på Time i januari 1989 och i en artikel av Otto Friedrich i numret diskuterades Trumps politiska ambitioner och huruvida han kommer att kandidera till presidentposten.
Den 7 oktober 1999 var Trump gäst hos Larry King Live på CNN och bekräftade där att han kommer att ställa upp i kampen om nomineringen inför presidentvalet 2000 som kandidat för Reform Party. Den 1 januari 2000 lanserade Trump sin kampanjbok "The America We Deserve". För att marknadsföra boken höll Trump en presskonferens i Trump Tower i New York den 5 januari, där han svarade på frågor samt signerade böcker. Han sade bland annat att han "kanske är för ärlig för att vara politiker". I boken diskuterar Trump bland annat Usama bin Ladin och han spår att en större terrorattack kommer att ske mot USA inom en snar framtid som "kommer få bombningen av World Trade Center 1993 att se ut som något gjort av barn med smällare". Han lägger även stort fokus på problemen med illegal immigration till USA och beskriver landets invandringspolitik som "dumdristig och respektlös". Den 14 februari 2000 drog Trump tillbaka sin kandidatur efter misslyckade primärval (han vann dock delstaterna Kalifornien och Michigan) och oenigheter inom partiet.
Trump kritiserade vid flera tillfällen George W. Bush och hans administration för invasionen av Irak 2003 och hanteringen av Irakkriget. Trump funderade på att utmana Bush i republikanernas primärval 2004. I februari 2011 höll Trump tal vid den årliga Conservative Political Action Conference och det spekulerades därefter huruvida han skulle ställa upp i presidentvalet 2012 för republikanerna. Den 16 maj 2011 meddelade Trump att han inte kandiderar i presidentvalet 2012 då han inte kände sig redo för att lämna sin affärskarriär. Trump talade vid Conservative Political Action Conference även åren 2013, 2014 och 2015. Efter att uttalat sig kritiskt gällande president Barack Obamas politik, började Trump under 2012 antyda att han skulle ställa upp i presidentvalet 2016.

### Presidentkampanjen 2016

Valresultat 2016 utifrån USA:s countyn. Trump (röd) vann 2 626 av landets 3 242 countyn.

Den 16 juni 2015 tillkännagav Trump, under ett tal i Trump Tower i New York, att han skulle ställa upp som kandidat i republikanernas primärval inför presidentvalet 2016. I talet fokuserade Trump på frågor som illegal immigration från Mexiko, det växande drogberoendet, arbetslöshet, offshoring av amerikanska jobb till särskilt Kina, den växande statsskulden och terrorhoten från ISIS, vilka alla senare kom att bli centrala teman i Trumps valkampanj. Han presenterade också sin kampanjslogan "Make America Great Again", en slogan som tidigare använts av republikanen Ronald Reagan i samband med presidentvalet 1980. Hösten 2015 lanserade Trump sin politiska kampanjbok Crippled America: How to Make America Great Again. Samtliga intäkter från boken gick till välgörenhet.
Det stod i praktiken klart att Trump skulle vinna primärvalen för att bli republikanernas presidentkandidat den 3 maj 2016, efter att han vunnit delstaten Indiana och den sista motståndare Ted Cruz drog tillbaka sin kandidatur. Trump utnämndes officiellt till republikanernas presidentkandidat den 21 juli 2016 under partiets nationella konvent i Quicken Loans Arena i Cleveland i Ohio. Trump fick flest antal primärvalsröster (cirka 14 miljoner) i det republikanska partiets historia.
Trumps motståndare i presidentvalet blev USA:s tidigare första dam och utrikesminister Hillary Clinton, som var demokraternas presidentkandidat. Under valnatten mellan den 8 och 9 november 2016 utropades Trump till segrare i presidentvalet och som USA:s nästa president, efter att ha vunnit röster i delstater motsvarande mer än 270 elektorsröster. Totalt vann Trump 304 av de 538 elektorsrösterna.
Trump vann i 30 av 50 delstater, och blev den första republikanska kandidaten sedan George H.W. Bush i presidentvalet 1988 att vinna delstaterna Pennsylvania och Michigan och den förste sedan Ronald Reagan i presidentvalet 1984 att vinna Wisconsin. Trump vann rösterna i 2626, och Clinton i 487, av USA:s countyn. Clinton vann emellertid den så kallade "popular vote" (antalet röster i USA totalt), med cirka 66 miljoner röster (48 procent) mot Trumps cirka 63 miljoner röster (46 procent). Trump blev därmed den femte presidentkandidaten i USA:s historia som vunnit ett presidentval utan att ha fått flest antal röster (de tidigare fallen är John Quincy Adams 1824, Rutherford B. Hayes 1876, Benjamin Harrison 1888 och George W. Bush 2000). Trump hävdade att miljontals röster på Clinton var olagliga och tillsatte en utredning för att undersöka detta, vilken fann att det inte fanns några bevis för det påståendet.
Efter presidentvalet hölls demonstrationer i flera amerikanska städer (särskilt i Kalifornien och New York) mot valresultatet och Trump. Den amerikanska dollarn steg kraftigt på börsen efter Trumps valseger, och var den 16 december 2016 uppe på sin högsta nivå sedan 2002. I en jämförelse mot det brittiska pundet var dollarn uppe på sin högsta nivå sedan 1985. Den 10 november 2016 mötte Trump president Barack Obama i Vita huset för att diskutera Trumps maktövertagande.

### Presidentkampanjen 2020
Trump ställde upp för återval 2020. Han kritiserades för att anordna valmöten med tusentals åskådare under pågående coronapandemi. I presidentvalet förlorade Trump mot Joe Biden som fick fler elektorsröster och fler röster från folket. Trump är därmed den första presidenten sedan Benjamin Harrison som förlorat folkets röst två gånger i rad.
Trump vägrade att erkänna sin valförlust och arbetade för att få valresultatet ändrat. Ett samtal har bandats och publicerats, där han försöker få Georgias statssekreterare att "hitta 11 780 röster", så många som Trump skulle behöva för att vinna i delstaten.
När valresultatet skulle fastställas i kongressen höll Trump ett tal, där han sade att han segrar i valet "om Mike Pence [vicepresident och ordförande i senaten] gör det rätta", och att de republikaner som tänker godkänna Biden är svaga och patetiska. Pence meddelade att han inte kommer att hindra fastställandet av Bidens seger. Efter talet stormade Trump-anhängare Kapitolium. Fem personer dog i samband med upploppet. Efter påtryckningar från både demokrater och republikaner höll Trump ett tal där han uppmanade anhängarna att gå hem, men också betecknade valet som en jordskredsseger som tagits ifrån dem. Efter att valresultatet fastslagits sade Trump att maktskiftet kommer att ske i god ordning – trots att han "verkligen inte" godkänner valresultatet.

### Presidentkampanjen 2024
Den 15 november 2022 tillkännagav Trump sin kandidatur i presidentvalet 2024. Trump utnämndes officiellt till republikanernas presidentkandidat den 15 juli 2024 på partiets nationella konvent i Milwaukee i Wisconsin. I samband med detta presenterades också J.D. Vance som hans running mate (vicepresidentkandidat).

#### Mordförsök på Trump
Den 13 juli 2024 utsattes Trump för ett mordförsök vid ett kampanjevent i Butler i Pennsylvania. Detta bara två dagar innan han skulle bli formellt vald vid republikanernas partikonvent. Han blev beskjuten och träffad av ett skott i höger öra. Han är den första presidenten sedan Ronald Reagan 1981 som utsatts för ett mordförsök, och första gången för en presidentkandidat sedan mordförsöket på George Wallace 1972.

## Presidentskapet 2017–2021

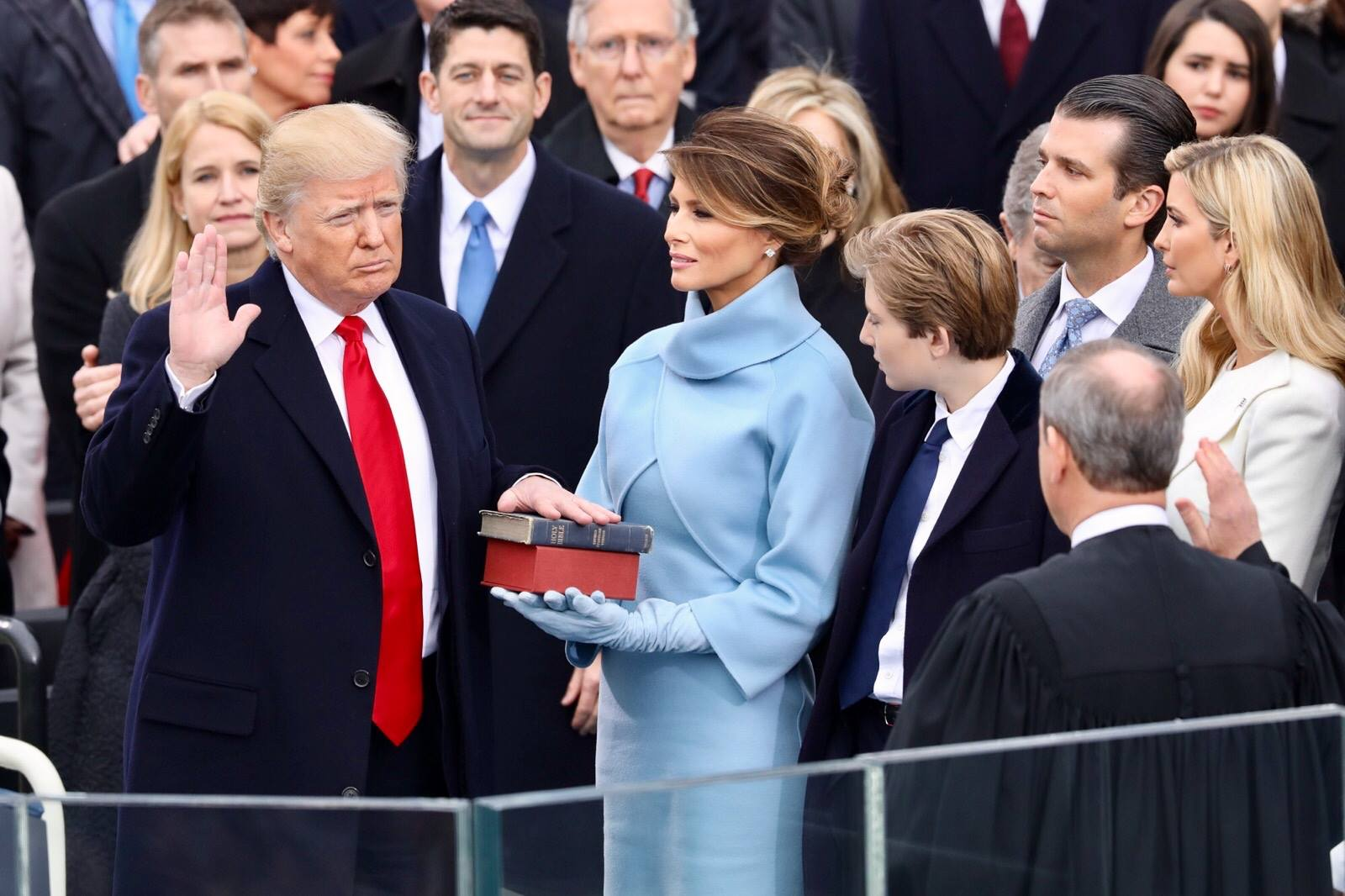
Donald Trump svär presidenteden vid sin installation den 20 januari 2017.

Donald Trump installerades som USA:s 45:e president den 20 januari 2017 med Mike Pence som vicepresident. Vid sin presidentinstallation var Trump den dittills äldsta nytillträdande presidenten i USA:s historia. Han är den första presidenten som vid sitt tillträde varken varit folkvald eller tjänstgort som militärofficer. Trump var även den president i USA:s historia som haft störst privat förmögenhet. samt den tredje presidenten som valt att avstå från presidentlönen och donera den till välgörande ändamål.
Under eftermiddagen efter presidentinstallationen skrev Trump under sin första presidentorder (nummer 13765), en order som inledde reformeringen av sjukvårdsförsäkringssystemet Obamacare. Under den första officiella arbetsdagen den 23 januari skrev han under en presidentorder om att USA lämnade förhandlingarna om det regionala frihandelsavtalet Trans-Pacific Partnership (TPP). Totalt signerade Trump sex stycken presidentordrar under sin första vecka som president. En av Trumps främsta framgångar under sina första 100 dagar var senatens godkännande av hans nominering av Neil Gorsuch som domare i USA:s högsta domstol den 7 april 2017.
Han kom på delad förstaplats med Barack Obama som den mest beundrade mannen bland amerikaner i Gallups mätning 2019. Han placerade sig således före bland andra Bill Gates, Elon Musk, Påve Franciskus och Dalai Lama.
Trump är den första amerikanske presidenten som ställts inför riksrätt två gånger.

### Inrikespolitik

#### Ekonomisk politik
Trump fick den 22 december 2017 igenom sin stora skattereform Tax Cuts and Jobs Act of 2017 (TCJA), efter att den godkänts i representanthuset och senaten. Detta är den största skattereformen i USA sedan Ronald Reagans skattereform under 1980-talet, och ger skattelättnader för både hushåll, småföretag och bolag. Även sänkningar av exempelvis arvsskatten.
Arbetslösheten har sjunkit och landets BNP har ökat sedan Trump tillträdde som president. Under det andra kvartalet 2018 var BNP-ökningen 4,1 procent. Arbetslösheten var i maj 2018 nere på 3,8 procent, vilket var det lägsta sedan april 2000 då arbetslösheten också var 3,8 procent. Även ungdomsarbetslösheten var nere på sin lägsta nivå sedan 2000. I slutet av 2018 var arbetslösheten nere på 3,7 procent, vilket är den lägsta arbetslösheten sedan 1969.
I ett tal den 1 juni 2017 meddelade Trump att USA ska dra sig ur Parisavtalet, som han menar är ett avtal som slår för hårt mot den amerikanska ekonomin i relation till andra länder.

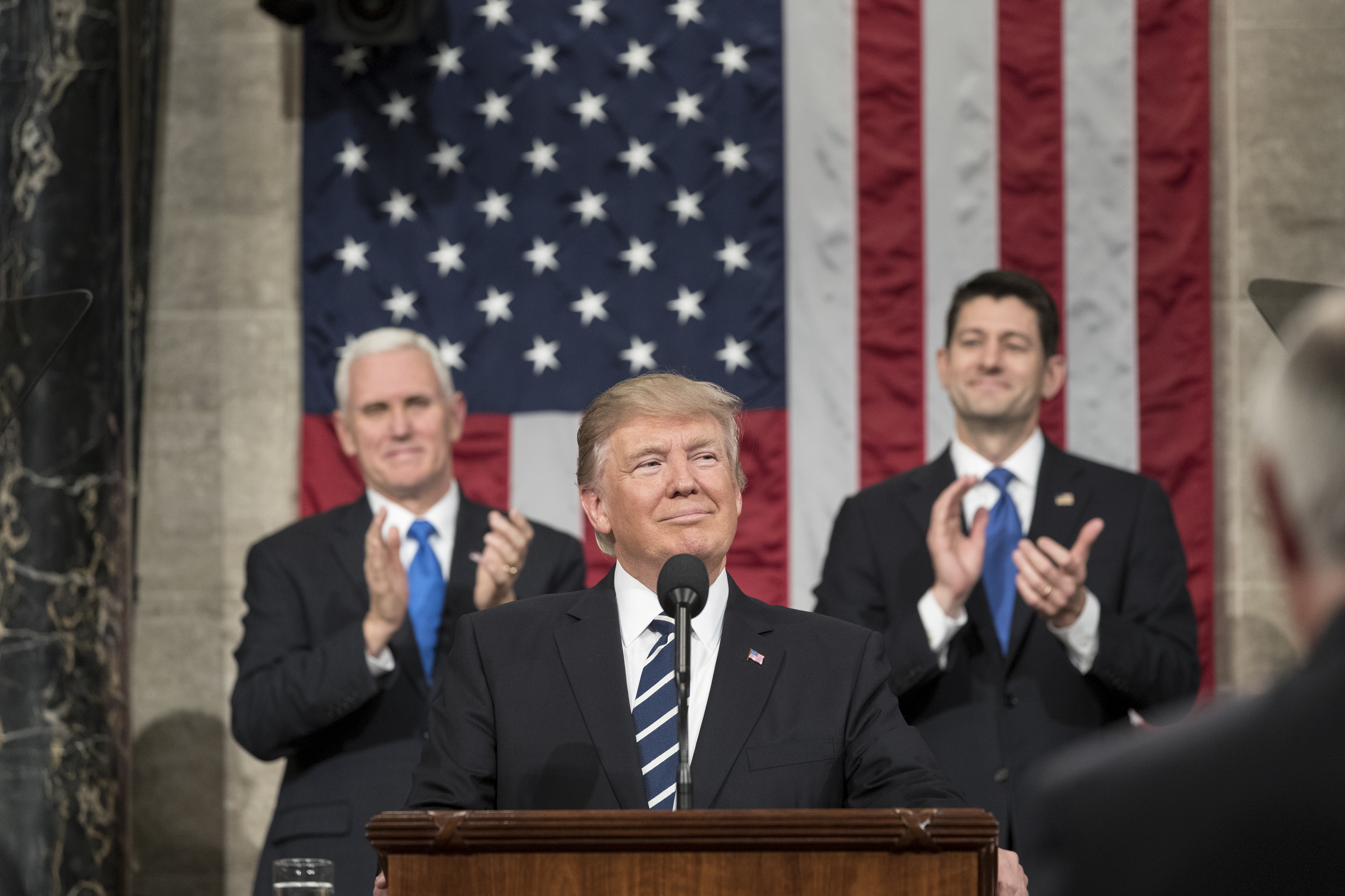
Donald Trump under talet inför USA:s samlade kongress den 28 februari 2017.

#### Sociala frågor
Trump är den första presidenten som inkluderat betald föräldraförsäkring i sin budget, vilket var ett av hans vallöften. Detta skulle ge kvinnor och män med ett nyfött eller adopterat barn sex veckors betald föräldraledighet. Den föreslagna modellen kritiserades för att den skulle ge ojämlika förmåner och höja skatterna. Förslaget genomfördes aldrig.
Trump skrev under den federala lagen Right to Try den 30 maj 2018. Lagen ger obotligt sjuka patienter möjlighet att under vissa omständigheter få prova nya läkemedel som ännu inte godkänts av ansvarig myndighet FDA.
Under slutet av 2018 arbetade Trump över partigränsen med en fängelsereform. Detta resulterade i den federala lagen First Step Act, som han skrev under den 21 december 2018. Lagen innebar sänkta minimistraff för en rad narkotikabrott och tog bort regeln om automatisk livstid för personer som döms för tredje gången för narkotikabrott.

#### Opioidkrisen
Ett av fokusområdena i Trumps presidentkampanj 2016 var den växande opioidkrisen i USA. I oktober 2017 utlyste han epidemin med drogberoendet av opioider som en nationell hälsokris. Den svarta narkotikahandeln från Mexiko är en av orsakerna till att han utlyste ett nationellt nödläge i februari 2019 för att stärka landets gränssäkerhet genom att fortsätta byggandet av en mur längst gränsen mot Mexiko. Första dam Melania Trump arbetar även med opioidkrisen genom sitt initiativprogram "Be Best", som bland annat stöttar familjer med drogberoende.

#### Gränssäkerhet
Ett av Trumps vallöften var att bygga en mur längs delar av gränsen mot Mexiko för att hantera problem med narkotikahandel, trafficking och illegal invandring. Den 15 februari 2019 utlöste Trump nationellt nödläge enligt National Emergencies Act (1976) för att påbörja byggandet av muren.

#### Immigrationspolitik
I januari 2017 signerade Trump en presidentorder som tillfälligt stoppade all immigration till USA från medborgare i ett par länder i Mellanöstern, bland annat Iran, Somalia och Syrien. Presidentordern var enligt Trump och hans administration ett första steg i att förhindra terroristattacker och öka säkerheten i USA under tiden som Mellanöstern var instabilt med politiska oroligheter. Presidentordern mötte stort politiskt motstånd, och var efter revidering uppe för prövning i USA:s högsta domstol den 26 juni 2017. Domstolen dömde 9–0 till presidentorderns fördel och den bedömdes därmed vara i enlighet med USA:s konstitution och kunde träda i kraft.

#### Coronapandemin
Coronaviruspandemin 2019–2021, som startade i Wuhan i Kina, började härja under sista året av Trumps första mandatperiod. Den 21 januari 2020 fick USA sitt första konstaterade fall av viruset. Den smittade hade nyligen kommit tillbaka efter resa till Wuhan. Ett par dagar efter detta beslutades att begränsa inresandet från Kina och sätta inresande i två veckors karantän.
Den 11 mars 2020 var USA uppe i 1 300 konstaterade fall, vilket motsvarar fyra personer per en miljon invånare. Samma kväll höll Trump ett tal till nationen från Ovala rummet. Han beslutade om 30 dagars inreseförbud från Europa, undantag Storbritannien, på grund av virusets stora spridning i Europa. Han beslutade även om flera ekonomiska åtgärder för att minska oron på marknaden, såsom sjuklön, att försäkringsbolag täcker kostnaden för tester samt räntefri och avgiftsfri uppskjutning av skatteinbetalningar för privatpersoner och företag som drabbas ekonomiskt av viruset.
Den 2 oktober 2020 meddelades det att både Trump och Melania testat positivt för Covid-19.

#### Utnämningar till Högsta domstolen
Trump nominerade följande personer till USA:s högsta domstol:
- Neil Gorsuch, domare. Nominerad den 30 januari 2017. Godkänd av senaten den 7 april 2017.[16]
- Brett Kavanaugh, domare. Nominerad den 9 juli 2018. Godkänd av senaten den 6 oktober 2018.[242]
- Amy Coney Barrett, domare. Nominerad den 26 september 2020. Godkänd av senaten den 27 oktober 2020.

#### Nyhetsrapportering
Trump har under sitt presidentskap varit kritisk mot vissa etablerade nyhetsmedier och kallat dem "Fake News", 'Falska nyheter' för vinklad rapportering, främst NBC, CNN och New York Times som han på grund av detta kallat "folkets fiender".

### Utrikespolitik

#### Internationell handel
Trump nådde ett nytt frihandelsavtal med Mexiko den 27 augusti 2018, som innebar ett flertal förändringar i det tidigare NAFTA-avtalet. Nyheter var bland annat avtalade minimilönenivåer för arbetare samt att bildelar till 75 procent ska tillverkas inom länderna, detta för att främja ländernas bilindustri. Efter förhandlingar anslöt sig även Kanada till det nya avtalet den 1 oktober 2018, vilket innebar att NAFTA ersattes helt av det nya avtalet kallat United States–Mexico–Canada Agreement (USMCA).
Under presidentkampanjen 2016 var Trump starkt kritisk mot USA:s handelsrelation med Kina. Sedan Trumps tillträde har han bedrivit ett handelskrig med Kina, där länderna infört ökade importtullar på varandras varor.

#### Mellanöstern
Den 7 april 2017 beordrade Trump en robotattack på den syriska flygbasen Shayrat, nära Homs. Detta var ett svar på Bashar al-Assads användning av kemiska vapen mot sin egen befolkning den 4 april i det syriska inbördeskriget. Av samma anledning beordrade Trump, med stöd av Frankrikes president Emmanuel Macron och Storbritanniens premiärminister Theresa May, även flera robotattacker mot mål i den syriska huvudstaden Damaskus den 13 april 2018. I december 2018 förklarade Trump att ISIS besegrats och att USA ska förbereda sig för att ta hem sina trupper från Syrien.
Den 8 maj 2018 meddelade Trump att USA drar sig ur Iranavtalet och återinför ekonomiska sanktioner mot Iran. Grunden till Trumps kritik mot avtalet är att Iran brutit mot avtalet och fortsatt försöker utveckla kärnvapen, vilket bland annat underrättelserapporter från Israel pekar på.

#### Stöd för Israel
Den 6 december 2017 meddelade Trump i ett tal att USA erkänner Jerusalem som Israels huvudstad och ska börja planera för att flytta sin ambassad från Tel Aviv till Jerusalem. Ett par dagar efter detta tilldelades Trump utmärkelsen ”Friends of Zion” av The Friends of Zion Museum för att ha stått upp för Israel och det judiska folket. USA:s ambassad i Jerusalem invigdes den 14 maj 2018, på 70-årsdagen för Israels självständighetsförklaring 1948. Den 25 mars 2019 beslutade Trump att USA formellt erkänner Golanhöjderna som israelisk mark.

#### Nordkorea
Nordkorea utförde sitt första kärnvapentest i oktober 2006. Nordkoreas kärnvapenprogram har eskalerat sedan dess och under 2017 eskalerade situationen till ett allt större utrikespolitiskt problem för USA och det internationella samfundet efter att Nordkorea utfört flera kärnvapentest under kort tid. Under 2017 riktade Trump ett flertal gånger skarp kritik mot Nordkoreas högste ledare Kim Jong-un via Twitter. Retoriken hårdnade alltmer i Trumps första tal inför FN:s generalförsamling den 19 september 2017, i vilket han påpekade att Nordkorea omgående måste sluta med sina kärnvapentester annars kommer USA inte ha något annat val än att ingripa och förgöra regimen. Trump har även varit kritisk mot Kinas relation till Nordkorea, vilket fått Kina att införa hårdare sanktioner mot Nordkorea och stoppa en större andel av handeln med Nordkorea. Den 20 november 2017 beslutade Trump att lägga tillbaka Nordkorea på USA:s lista över länder som stöder terrorism, en lista som landet hade varit borttaget från sedan 2008.
I januari 2018 inleddes samtal mellan Nordkorea och Sydkorea. I samband med detta tackade Sydkoreas president Moon Jae-in Trump för det tryck han satt på Nordkorea genom sin retorik. Han har även framhållit att han anser att Trump borde få Nobels fredspris för sin betydande insats i att föra Nord- och Sydkorea närmare varandra.
Efter påtryckningar från Trump släpptes den 9 maj 2018 de tre amerikanska medborgarna Kim Dong-Chul, Kim Hak-Song och Kim Sang-Duk från fängelse i Nordkorea, där de suttit anklagade för spioneri och "fientliga handlingar".
Ett toppmöte mellan president Trump och Nordkoreas högste ledare Kim Jong-un ägde rum den 12 juni 2018 i Singapore. Mötet var det första någonsin mellan en amerikansk president och en nordkoreansk ledare. Vid mötet signerades en överenskommelse om kärnvapennedrustning på Koreahalvön. Ytterligare ett möte ägde rum den 26–28 februari 2019 i Hanoi i Vietnam, denna gång utan att något avtal signerades.

## Mellan presidentskapen
Efter att Trump lämnade presidentposten 2021 har han bott i sin bostad i Mar-a-Lago. Han har behållit ett fortsatt stort politiskt inflytande över republikanerna och starkt stöd i konservativa och nationalistiska kretsar. Efter presidentskapet har han även varit föremål för flera utredningar. Ungefär hälften avser olämpligt beteende under hans presidentperiod. De flesta utredningar följer ett av tre teman: ekonomisk brottslighet, Trumps roll i stormningen av Kapitolium 2021 eller hans påstådda inblandning i presidentvalet 2020. Fyra av utredningarna har lett till åtal varav ett senare lagts ner. Det är första gången som en tidigare amerikansk president åtalas för brott. Trump har även utsatts för ett mordförsök den 13 juli 2024 då han blev beskjuten och träffad av ett skott i högra örat. Han är den första presidenten sedan Ronald Reagan 1981 som utsatts för ett mordförsök.

### Politiskt inflytande
Efter sitt presidentskap har Trump fortsatt haft stort politiskt inflytande över republikanerna. Till skillnad från de flesta andra expresidenter har Trump bland annat gått ut med vilken eller vilka kandidater han står bakom i olika lokala val. I november 2022 tillkännagav Trump sin kandidatur i presidentvalet 2024 och i juli 2024 valdes han formellt som republikanernas presidentkandidat.

### Sociala medier
Efter stormningen av Kapitolium 2021 blockerades Trumps konton på Twitter och Facebook. I februari 2022 lanserade Trump Media & Technology Group (TMTG) Truth Social som en utmanare till de etablerade sociala medierna. TMTG, som har brottats med ekonomiska problem, börsnoterades i mars 2024. Trump har också använt sitt namn för att sälja bland annat digitala samlarbilder på sig själv, guldfärgade gymnastikskor och biblar.

### Mordförsöket på Donald J. Trump
Trump utsattes den 13 juli 2024 för ett mordförsök vid ett kampanjevent i Butler i Pennsylvania. Den 5 november 2024 valdes han åter som president efter att ha besegrat Demokraternas kandidat Kamala Harris.

### Åtalen mot Trump
Trump har blivit åtalad fyra gånger efter sin presidenttid:
- Åtalet mot Donald Trump i New York rör bokföringsbrott i samband med att pengar betalades till porrskådespelerskan Stormy Daniels för att hon inte skulle avslöja en affär som hon hävdar att hon haft med Trump. Den 30 maj 2024 fanns han av en jury i New York City vara skyldig till samtliga 34 anklagelser.[269]
- Åtalet mot Donald Trump för hanteringen av hemliga dokument gäller Trumps befattning med försvarshemligheter efter att han lämnade presidentposten, och försöken att dölja detta. Åtalet lades ner av domaren den 15 juli 2024[263] men beslutet har överklagats av åklagarna[270].
- Åtalet mot Donald Trump för försöken att omkullkasta valresultatet 2020 handlar om Trumps roll i försöken att ogiltigförklara eller ändra resultatet av presidentvalet i USA 2020 och hans inblandning i stormningen av Kapitolium 2021.
- Åtalet mot Donald Trump i Georgia rör en kriminell sammansvärjning för att försöka ändra valresultatet i Georgia.

Utöver detta dömdes flera företag i Trump Organization för skattebrott i december 2022.
I maj 2023 dömdes Trump i ett civilmål att betala 5 miljoner dollar i skadestånd till E. Jean Carroll för sexuellt övergrepp och förtal.
I ett efterföljande mål i januari 2024 dömdes Trump att betala ytterligare 83 miljoner dollar till Carroll för förtal.
I ett annat civilmål i New York dömdes Trump i februari 2024 för bedrägeri genom att ha blåst upp värdet på fastigheter för att få mer fördelaktiga lån. Trump ska betala 355 miljoner dollar plus räntor i förverkade brottsvinster och belades med näringsförbud i New York i tre år. Även Trumps söner, Donald Jr. och Eric, samt två andra personer dömdes att betala tillbaka pengar och till näringsförbud.

## Presidentskapet 2025–

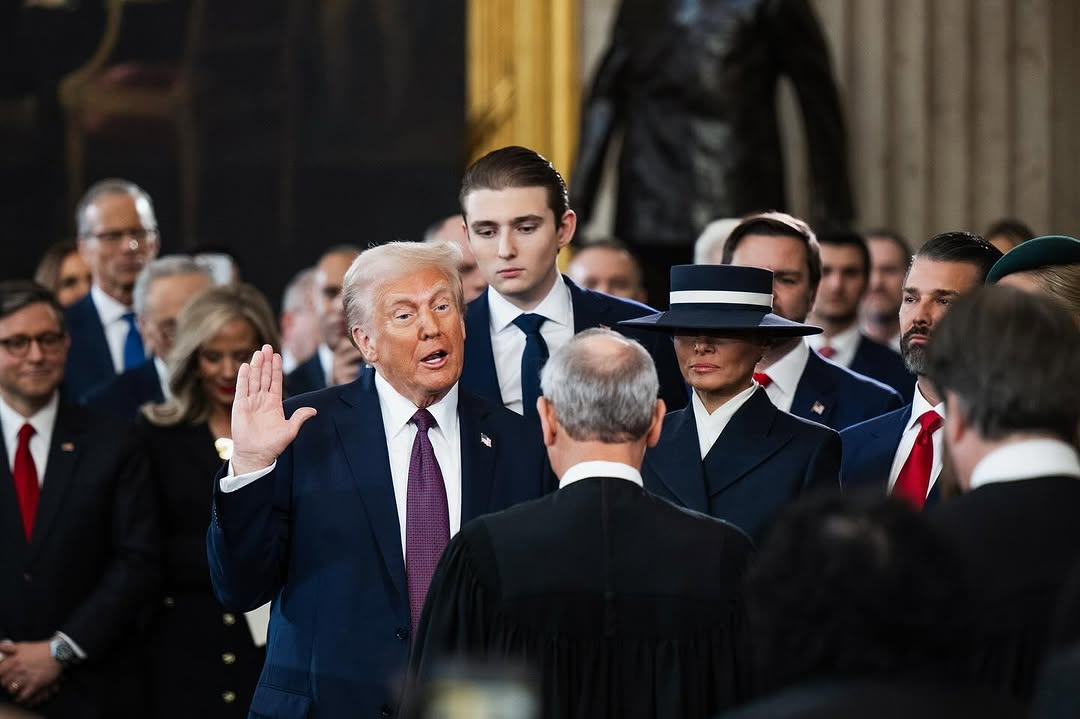
Donald Trump svär presidenteden vid sin andra installation den 20 januari 2025.

Trump inledde sitt andra presidentskap när han installerades den 20 januari 2025. Han är den äldsta personen att överta presidentposten, och den första presidenten med en brottsdom.
När Trump tillträdde, undertecknade han en serie verkställande order som drog tillbaka USA från Världshälsoorganisationen och Parisavtalet. Fyra dagar in i Trumps andra mandatperiod visade analys utförd av Time att nästan två tredjedelar av hans verkställande ordrar "speglar eller delvis speglar" förslag från Project 2025.

## Media och underhållning

### Inom populärkulturen

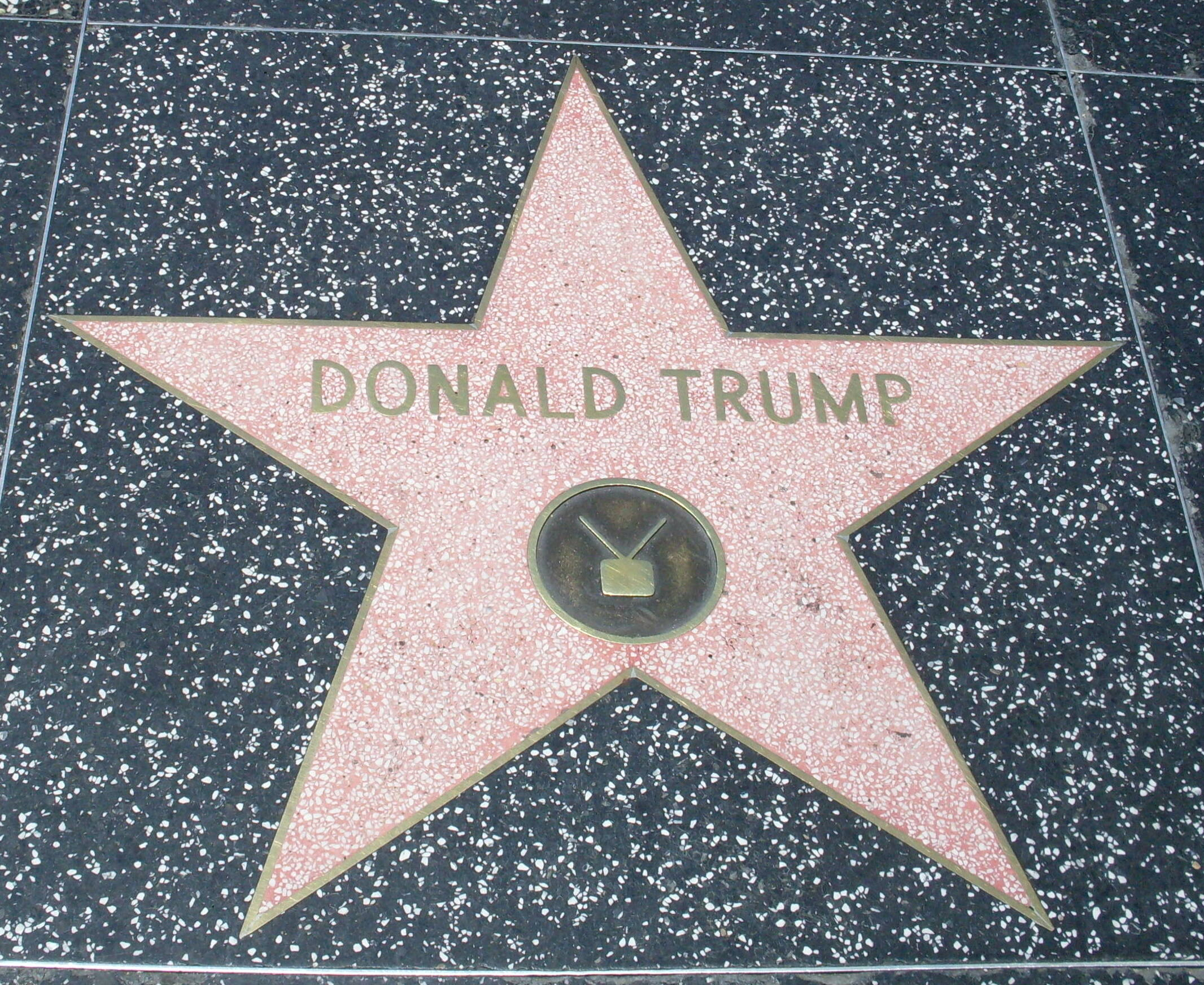
Donald Trumps stjärna på Hollywood Walk of Fame i Los Angeles.

Sedan 1980-talet har Trumps förmögenhet och livsstil nämnts i olika hiphoplåtar. Hans namn har använts i låtar av mer än 50 olika artister. Det mest kända exemplet är Mac Millers låt "Donald Trump" från 2011 som blev en hit på Billboard Hot 100. ESPN:s politiska sida FiveThirtyEight har undersökt referenser till Trump i låttexter mellan åren 1989 och 2014, där 60 procent av referenserna var positiva gentemot Trump medan 19 procent var negativa. Efter att Trump under 2010-talet i högre grad började uttala sig i politiska frågor och efter hans presidentkampanj 2016 blev referenserna alltmer negativa. Ett exempel är det kanadensiska punkbandet D.O.A.:s låt "Fucked Up Donald" (2016), som är baserad på deras låt "Fucked Up Ronnie" (1980) om den då republikanska presidentkandidaten Ronald Reagan. Låttexter och videos med referenser till att mörda Trump har även förekommit, till exempel i låten "Free Enterprises" (2015) av Rick Ross. I musikvideon till låten "Lavender" (2017) av Snoop Dogg förekommer en Trump-figur med clownsmink där videon avslutas med att artisten riktar en pistol mot Trump-figurens huvud. Den 1 juni 2017 publicerade komikern Kathy Griffin på sin Youtube-kanal en video där hon håller upp ett avhugget huvud som liknar Trumps.
Internetserien Epic Rap Battles of History har gjort en så kallad "rap battle", där Trump rappar mot "Ebenezer Scrooge" (den girige huvudpersonen i Charles Dickens bok En julsaga) samt en där han rappar mot Hillary Clinton.
Trump själv har medverkat i flera filmer och TV-serier. I komedin Busungarna har han en liten roll som den bortskämde miljonärssonen Waldos far. Han har även medverkat i mindre roller som sig själv, bland annat i Fresh Prince i Bel Air, Sex and the City, The Nanny, Ensam hemma 2 – vilse i New York och Zoolander. Det trettonde avsnittet ur den tredje säsongen av tv-serien Prison Break heter The Art of the Deal, döpt efter Trumps självbiografi och bästsäljare The Art of the Deal.

### The Apprentice
Mellan åren 2004 och 2015 var Trump verkställande producent för NBC:s ledarskapssåpa The Apprentice, där en grupp av tävlande kämpade för en förvaltningstjänst på toppnivå i ett av Trumps företag inom Trump Organization. Vinnaren av programmet fick en årslön på 250 000 dollar. I slutet av varje avsnitt eliminerar Trump en deltagare genom att säga ”You’re fired!” (”Du får sparken!”), vilket kommit att bli en catch phrase. Trump tjänade cirka 700 000 dollar för den första säsongen av The Apprentice. Den första säsongen hade en tittarsiffra på 20,7 miljoner. I och med att serien blev en sådan succé tjänade Trump därefter 1 miljon dollar per avsnitt. I juni 2015 meddelade NBC att Trump totalt har tjänat cirka 213,5 miljoner dollar för de 14 säsonger av serien som han ledde.
Trump var nominerad i kategorin "Årets tv-personlighet" vid Teen Choice Awards 2004, men förlorade utmärkelsen till Ashton Kutcher. The Apprentice var även nominerad i kategorin "Årets bästa nya tv-serie", men förlorade till OC. Vid Primetime Emmy Award 2004 och 2005 var serien en av fem nominerade i kategorin "Bästa tävlingsprogram", men förlorade båda gångerna till The Amazing Race.
Den 16 januari 2007 tilldelades Trump en stjärna på Hollywood Walk of Fame i Los Angeles för sina framgångar som tv-personlighet. Under Trumps presidentkampanj 2016 blev stjärnan vandaliserad ett flertal gånger. I slutet av oktober 2016 slogs den sönder i bitar med en slägga och en hacka. Stjärnan reparerades senare och har därefter även varit en plats för pro-Trump demonstrationer.

## Familj och privatliv

### Äktenskap och barn
Donald Trump har varit gift tre gånger och har fem barn. Detta gör honom till den enda president i USA:s historia som har skilt sig två gånger.
Den 7 april 1977 gifte han sig med den tjeckiska fotomodellen och affärskvinnan Ivana Zelníčková, känd som Ivana Trump. Paret träffades första gången 1976 på baren Maxwell’s Plum på Manhattan. Tillsammans fick de tre barn, sonen Donald Trump Jr. (född 1977), dottern Ivanka Trump (född 1981) och sonen Eric Trump (född 1984). Paret skilde sig 1992, efter att han haft en affär med Marla Maples. Trump fick dottern Tiffany Trump den 13 oktober 1993 med Maples, och i december 1993 gifte paret sig. Han separerade från Maples i maj 1997 och äktenskapsskillnad ägde rum den 8 juni 1999.
Under modeveckan i New York i september 1998 på Kit Kat Club (nuvarande Stephen Sondheim Theatre) på Times Square träffade Trump sin nuvarande fru, den slovenska fotomodellen Melania Knauss, numera Melania Trump, för första gången. Hon hade två år tidigare kommit till USA för att arbeta som modell. Han var då fortfarande gift, men låg i skilsmässa, med Maples. Han var där med en annan dejt (Celina Midelfart), men avbröt den dejten för att istället tala med Melania. Parets förhållande började uppmärksammas 1999 efter en intervju på The Howard Stern Show. Paret förlovade sig 2004. De gifte sig den 22 januari 2005 i Bethesda-by-the-Sea Episcopal Church i Palm Beach i Florida. På bröllopet deltog drygt 450 gäster, däribland kända personer som Rudy Giuliani, Heidi Klum, Shaquille O'Neal, Barbara Walters, Simon Cowell och presidentparet Bill och Hillary Clinton. Efterföljande bröllopsfest ägde rum på Trumps gods Mar-a-Lago, där artisterna Billy Idol, Elton John, Paul Anka och Tony Bennett uppträdde. Den 20 mars 2006 fick paret sonen Barron Trump. Samma år blev Melania amerikansk medborgare.

### Familjepåverkan
Trumps äldre bror Fred Jr. (född 1938) dog 1981 efter flera år av problem med alkoholism. Trump är därför helnykterist och säger sig aldrig ha tagit vare sig droger eller druckit alkohol.
Den 31 oktober 1991 blev hans mor Mary Anne rånad och misshandlad i närheten av sitt hem i Queens i New York. Hon bröt revbenen, fick en blödning i hjärnan och permanenta syn- och hörselskador. Lastbilschauffören Lawrence Herbert bevittnade händelsen och lyckades gripa överfallsmannen. Trump bjöd därefter in Herbert till sitt Plaza Hotel i New York, erbjöd Herbert arbete som chaufför eller inom säkerhet och belönade honom med en check på en hemlig summa pengar. Trumps far dog i juni 1999 och hans mor i augusti 2000 i New York. Båda föräldrarna, Trumps äldre bror Fred Jr. och Trumps båda farföräldrar är begravda på Lutheran All Faiths Cemetery i Middle Village i Queens. I boken The Art of the Comeback (1997) hyllar Trump särskilt sin mor och menar att en del av de problem som han har haft inom sina äktenskap och med kvinnor i sitt liv beror på att han har "behövt jämföra dem med sin fantastiska mor". Trump har även uppkallat ett rum i sitt gods Mar-a-Lago i Palm Beach i Florida efter sin mor.

## Utmärkelser i urval
- Humanitarian Award av National Jewish Health (1976)[311]
- Tree of Life Award av Jewish National Fund (1983)[312]
- Årets Entreprenör av Wharton School (1984)[68]
- The Ellis Island Medal of Honor (1986)[90][91]
- Stjärna på Hollywood Walk of Fame (2007)[298]
- Muhammad Ali Entrepreneur Award (2007)[313]
- NY Ride of Fame (2010)[314]
- Palm Tree Award av Palm Beach Police Foundation (2010)[315]
- Presidential Hero Award av Lois Pope LIFE Foundation (2011)[316]
- Invald i WWE Hall of Fame (2013)[140]
- The Algemeiner Liberty Award (2015)[317]
- Marine Corps–Law Enforcement Foundation Commandant's Leadership Award (2015)[318]
- Med på Times lista "100 Most Influential People in the World" (2016, 2017, 2018)[319]
- Andraplats på Forbes lista "The World's Most Powerful People" (2016)[320]
- Tredjeplats på Forbes lista "The World's Most Powerful People" (2018)[321]
- Utsedd till Time Person of the Year (2016)[322]
- Utsedd till Financial Times Person of the Year (2016)[323]
- En nyupptäckt nattfjäril får det vetenskapliga namnet Neopalpa donaldtrumpi (2017)[324]
- Av amerikaner den näst mest beundrade mannen i världen i Gallups mätning (2018)[325]
- Av amerikaner den mest beundrade mannen i världen (delad förstaplats med Barack Obama) i Gallups mätning (2019)[222]

### Statliga utmärkelser
- Kung Abdulaziz-medaljen (2017)[326]
- Friends of Zion Award av The Friends of Zion Museum (2017)[248]
- Medal of Bravery av det afghanska folket i provinsen Logar (2018)[327]
- Kosovos frihetsmedalj (2020)[328]

### Hedersdoktorat
- Hedersdoktor i juridik vid Lehigh University (1988)[329]
- Hedersdoktor i humana brev vid Wagner College (2004)[330]
- Hedersdoktor i företagsekonomi vid Liberty University (2012)[331]
- Hedersdoktor i juridik vid Liberty University (2017)[332]

## Fotnoter
1. ↑  Fyra gånger tidigare hade Trump beviljats undantag från militär tjänstgöring på grund av fortgående utbildning.[4]
2. ↑  De 25 länder (USA ej inräknat) där Trump Organization 2016 hade affärsintressen är Indien, Indonesien, Kanada, Förenade arabemiraten, Skottland, Kina, Brasilien, Panama, Saudiarabien, Saint-Martin, Azerbajdzjan, Saint Vincent och Grenadinerna, Irland, Israel, Qatar, Dominikanska republiken, Egypten, Georgien, Mexiko, Filippinerna, Sydafrika, Turkiet, Uruguay, Bermuda och Argentina.[78]
3. ↑  Han var då åtta månader äldre än Ronald Reagan när denne påbörjade sin första presidentperiod 1981[160]
4. ↑  Officiellt namn Joint Comprehensive Plan of Action.